# Josef Popper-Lynkeus
Josef Popper (né le 21 février 1838 à Kolín en Bohême et décédé le 22 décembre 1921 à Vienne en Autriche) est un socio-philosophe, inventeur, ingénieur et écrivain autrichien. Il publie ses travaux philosophiques sous le pseudonyme Josef Popper-Lynkeus.

## Jeunesse et études
Josef Popper naît en Bohême de parents juifs et germanophones, il grandit dans le Ghetto de Kolín (de) jusqu'à sa quinzième année. Sur les cinq enfants du couple (uniquement des fils), seuls deux survivent : Josef et son frère aîné David (décédé en 1896). Les trois autres fils décèdent dans leur enfance. Josef Popper est parfois présenté comme étant l'oncle (biologique) du philosophe autrichien-britannique Karl Popper, mais Josef Popper n'était pas le frère de Carl Popper (père de Karl Popper, né en 1902).
Josef Popper étudie les mathématiques, la physique et les statistiques au collège-lycée allemand de Prague (Prager deutsche Oberrealschule) de 1851 à 1854. Puis il intègre l'école Polytechnique allemande de Prague (Prager deutsche Polytechnikum), de 1854 à 1857, où il étudie également la mécanique. En 1856, il est retenu pour devenir l'assistant (rémunéré) de deux professeurs de l'école polytechnique pragoise : en mathématique supérieure auprès du professeur Jelinek (mathématicien, météorologue et astronome) et en géométrie appliquée auprès du professeur Kořistka, mais il se voit retirer le poste au dernier moment en raison de sa judéité. De 1858 à 1859, il étudie à l'École Polytechnique de Vienne (Wiener Polytechnikum), en génie civil et hydraulique.
À cause de la règlementation nationale et ecclésiastique qui exclut, alors, les scientifiques juifs de la fonction publique autrichienne et allemande, il ne peut exercer une fonction digne de ses excellents résultats universitaires.

## Carrière et recherches

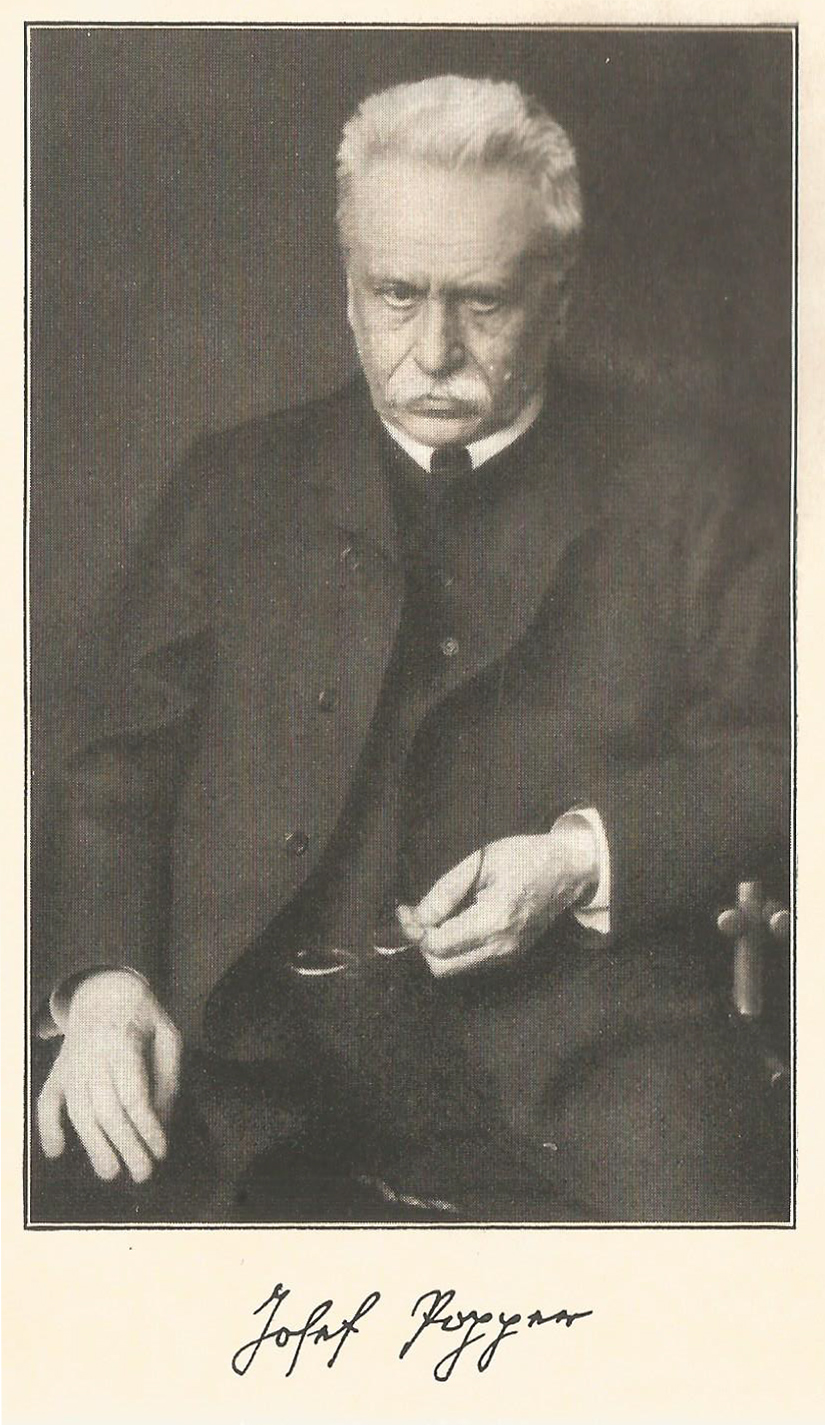
Josef Popper (alias Josef Popper-Lynkeus), vers 1916-1917.

De 1859 à 1861, Josef Popper travaille comme employé des chemins de fer français, à Prague. Il est muté en 1861 (sans l’avoir sollicité) dans le Banat, où il contracte la malaria. Bien qu’ayant réussi à décrocher un poste à Budapest, la maladie ne lui permet pas de continuer et il retourne se soigner chez ses parents, affaibli par des crises chroniques de paludisme.
Entre 1860 et 1865, Josef Popper publie plusieurs articles de mathématique pure, mais lui préfère rapidement la recherche appliquée en physique, mécanique, électrotechnique et aéronautique. En 1862, il adresse l'article "Historisches zur elektrischen Transmission von Energie" ["Historique de la transmission électrique de l'énergie"] à l'Académie impériale, lequel reste sans réponse (jusqu'à sa publication tardive en 1882). La même année, il retourne vivre à Vienne et gagne sa vie, difficilement, en donnant des cours particuliers, ou encore comme chroniqueur scientifique et technique pour la Wiener Journale.
Dès 1865, Josef Popper entame la rédaction des Fantaisies d'un réaliste, qui seront publiées en 1899 sous le pseudonyme Josef Popper-Lynkeus (et dont Sigmund Freud s'inspirera pour son Interprétation du rêve, parue en 1899).
À la faveur d'un poste régulier de précepteur (Hofmeister) de 1866 à 1867, Josef Popper fréquente l'Université de Vienne, en auditeur libre, et suit des cours d'économie, d'histoire de la culture, d'esthétique, ainsi que de culture et littérature chinoises. C'est également comme auditeur libre, de 1858 à 1865, qu'il suit les cours de physique expérimentale d'Edmund Reitlinger (de), par l'intermédiaire duquel il se lie d'amitié avec le physicien et philosophe autrichien Ernst Mach.
Lassé de sa précarité professionnelle, à la fin de sa mission de précepteur en 1867 Josef Popper décide de gagner sa vie comme inventeur. De 1867 à 1869, il développe le condenseur à ruissellement de surface-vapeur (Oberflächenkondensator) ; une invention qui capte rapidement l'attention des industriels. Après deux années de mise en route périlleuses, l'invention rencontre un certain succès : le dispositif est installé dans un millier d'usines et mines à travers l'Autriche et l'Allemagne.
L'intérêt croissant de Josef Popper pour l'aéronautique et l'aérodynamique, dès 1869, l'amène à chercher des méthodes pour améliorer les systèmes de refroidissement à air. Entre 1869 et 1911, il publie de nombreux articles sur ces sujets, ainsi que trois ouvrages monographiques : Flugtechnik. I. Heft [Aéronautique. 1er volume] en 1889 ; Flugtechnik Ausblicke [Perspectives aéronautiques] en 1891 ; Der Maschinen- und Vogelflug. Eine historisch-kritische flugtechnische Untersuchung. Mit bes. Hervorhebung der Arbeiten von Alphonse Pénaud [Le Vol des machines et des oiseaux. Une recherche historico-critique sur les techniques de vol. Avec une emphase particulière sur les travaux d'Alphonse Pénaud] en 1911. Ces travaux l'amènent à déposer le brevet d'une vis imperdable (Kaptiv-Schraube), avec en outre la proposition d'utiliser un gyroscope : il est ainsi l'un des premiers (sinon le premier) à proposer l'utilisation du gyroscope en aéronautique.
En 1878, à l'occasion du centenaire de la mort de Voltaire, c'est sous le pseudonyme J. P. qu'il publie Le Droit de vivre et le devoir de mourir. Considérations socio-philosophiques. En lien avec l'importance de Voltaire pour l'époque actuelle. Les éditions suivantes (dont la troisième, de 1903) seront publiées sous son nom complet (Josef Popper). Ouvrage prospectif et humaniste, Le Droit de vivre et le devoir de mourir pose les bases de son programme de devoir alimentaire général, autrement dit de distribution inconditionnelle d'un minimum de subsistance à chaque individu. Ce programme sera repris et développé dans son ouvrage de 1912, Le Devoir alimentaire général comme solution de la question sociale. Étudié dans le détail et calculé statistiquement, publié sous le pseudonyme Josef Popper-Lynkeus.
En 1882, Josef Popper reprend ses travaux en électrotechnique (et l'Académie impériale publie enfin son article "Historisches zur elektrischen Transmission von Energie" ["Historique de la transmission électrique de l'énergie"], réceptionné en 1862). Il poursuit également ses travaux de recherche en histoire de la culture et esthétique, en publiant notamment (anonymement) Fürst Bismarck und der Antisemitismus [Le Prince Bismarck et l'antisémitisme] en 1886, puis Les Progrès techniques, selon leur signification esthétique et culturelle, en 1888.
En 1889, Josef Popper dépose un nouveau brevet sur un système de refroidissement ; en 1891, ses expériences de refroidissement par utilisation d'air en mouvement le conduisent à développer une tour de graduation auto-ventilée : une invention brevetée qui remporte un fort succès industriel.
Pendant sa carrière d'ingénieur, il fait la connaissance du pionnier viennois de l'automobile, Siegfried Marcus, et fera d'ailleurs l'éloge des découvertes en électrotechnique, de ce dernier, dans ses mémoires.
En 1897, alors âge de 59 ans, Josef Popper met un terme à sa carrière d'ingénieur (pour des raisons de santé notamment). Ce qui lui permet de consacrer plus de temps encore à ses travaux philosophiques.
En 1905, il publie ainsi Fundament eines neuen Staatsrechts [Fondement d'un nouveau droit public], puis son autre ouvrage de référence sur Voltaire : Voltaire - Eine Charakteranalyse, in Verbindung mit Studien zur Ästhetik, Moral und Politik [Voltaire. Une analyse de caractère, en lien avec des études sur l'esthétique, la morale et la politique]. En 1910, il publie Das Individuum und die Bewertung menschlicher Existenzen [L'Individu et l'évaluation de l'existence humaine], suivi du Devoir alimentaire général comme solution de la question sociale en 1912, et de sa Selbstbiographie [Autobiographie] en 1916-1917. Peu de temps avant la fin de la Première Guerre mondiale, il publie Friedensvorschläge, Schiedsgerichte, Völkerbund [Propositions de paix, Tribunaux arbitraux, Union des Nations] en 1917, suivi de Einige Gesichtspunkte zur Beurteilung der Urheberschaft am Weltkriege [Quelques points de vue pour juger les causes de la Guerre mondiale].
Peu de temps avant son décès, il publie, en 1921, Krieg, Wehrpflicht und Staatsverfassung [Guerre, devoir militaire et constitution nationale], et meurt le 22 décembre 1921, à Vienne.
Ingénier et inventeur, Josef Popper est toutefois plus connu pour ses travaux sur des questions de réforme sociale. S'il a travaillé toute sa vie à l'élaboration d'un programme de distribution inconditionnelle d'un minimum de subsistance, reprenant cette idée dans chacun de ses ouvrages, pour autant trois de ses œuvres synthétisent l'articulation de son programme : 
1. Le Droit de vivre et le devoir de mourir[13], publié en 1878 ;
2. Das Individuum und die Bewertung menschlicher Existenzen [L'Individu et l'évaluation de l'existence humaine], publié en 1910 ;
3. Le Devoir alimentaire général comme solution de la question sociale[14], publié en 1912.

Humaniste sans faille, anticolonialiste, pacifiste, opposé à l'exploitation humaine et conscient du caractère épuisable des ressources énergétiques non renouvelables, ainsi que des enjeux associés : il fait partie des précurseurs en matière de distribution inconditionnelle d'un minimum d'existence décent.
Josef Popper-Lynkeus repose dans le cimetière israélite de Vienne.

## Œuvres
La liste des publications de Josef Popper a été établie à partir de trois sources croisées :
1. L'ouvrage : POPPER-LYNKEUS Josef, Selbstbiographie [Autobiographie], « tirage limité », 1916, puis Leipzig, Unesma, 1917. (OCLC 6108433)
2. L'ouvrage : POPPER Josef, Das Recht zu leben und Die Pflicht zu sterben, Dresden und Leipzig, Dresde et Leipzig, Carl Reissner, 1903, p. 246-248. (OCLC 40464656)
3. La bibliographie présentée par la Goethe Universität de Francfort sur le Main (soit le programme JPN-Stiftung [Josef Popper Nährpflicht-Stiftung], sous la supervision du Professeur Dr. Markus Gangl), d’après BELKE lngrid, Die sozialreformerischen ldeen von Josef Popper-Lynkeus (1838-1921) im Zusammenhang mit allgemeinen Reformbestrebungen des Wiener Bürgertums um die Jahrhundertwende (thèse), Tubingue, 1977, p. 266-269.  (ISBN 9783168404620) [URL : https://www.fb03.uni-frankfurt.de/50578665/Bibliographie] (consulté le 16 mai 2023).

### Éditions allemandes (ouvrages monographiques)
- Das Recht zu leben und die Pflicht zu sterben - Sozialphilosophische Betrachtungen. Anknüpfend an die Bedeutung Voltaires für die neuere Zeit, Leipzig, E. Koschny, 1878. (OCLC 460919538)
- Die physikalischen Grundsätze der elektrischen Kraftübertragung [Les Principes physiques de la transmission de l’énergie électrique], Vienne - Pest - Lepzig, A. Hartleben, 1884. (OCLC 180605539)
- Fürst Bismarck und der Antisemitismus [Le Prince Bismarck et l’antisémitisme], Vienne, Hugo Engel, 1886. (OCLC 460576910)
- Die technischen Fortschritte nach ihrer ästhetischen und kulturellen Bedeutung, Dresde et Leipzig, Carl Reissner, 1888. (OCLC 16829166)
- [Aéronautique] Flugtechnik. I. Heft [Aéronautique. Ier volume], Berlin, W. H. Kühl, 1889. (OCLC 2867862) Réimprimé de la Zeitschrift für Luftschiffahrt  [Revue des dirigeables].
- [Aéronautique] Flugtechnische Ausblicke [Perspectives aéronautiques], publié à compte d’auteur, Vienne, 1891. (OCLC 52343954)
- Phantasien eines Realisten, Dresde et Leipzig, Carl Reissner, 1899. (OCLC 4295255)
- Fundament eines neuen Staatsrechts [Fondement d’un nouveau droit public], Dresde et Leipzig, Carl Reissner, 1905. (OCLC 248343591)
- Voltaire - Eine Charakteranalyse, in Verbindung mit Studien zur Ästhetik, Moral und Politik [Voltaire - Une analyse de caractère, en lien avec des études sur l’esthétique, la morale et la politique], Dresde et Leipzig, Carl Reissner, 1905. (OCLC 458044211)
- Das Individuum und die Bewertung menschlicher Existenzen [L’Individu et l’évaluation de l’existence humaine], Dresde et Leipzig, Carl Reissner, 1910. (OCLC 458044178)
- [Aéronautique] Der Maschinen- und Vogelflug. Eine historisch-kritische flugtechnische Untersuchung. Mit bes. Hervorhebung der Arbeiten von Alphonse Pénaud [Le Vol des machines et des oiseaux. Une recherche historico-critique sur les techniques de vol. Avec une emphase particulière sur les travaux d’Alphonse Pénaud], Berlin, M. Krayn, 1911. (OCLC 6389362)
- Die allgemeine Nährpflicht als Lösung der sozialen Frage - Eingehend bearbeitet und statistisch durchgerechnet - mit einem Nachweis der theoretischen und praktischen Wertlosigkeit der Wirtschaftslehre, Dresde, Carl Reissner, 1912. (OCLC 13516255)
- Selbstbiographie [Autobiographie], « tirage limité », 1916, puis Leipzig, Unesma, 1917. (OCLC 6108433)
- Friedensvorschläge, Schiedsgerichte, Völkerbund [Propositions de paix, Tribunaux arbitraux, Union des Nations], Vienne, Anzengruber (Brüder Suschitzky), coll. « Der Aufstieg. Neue Zeit- und Streitschriften » (no 4/5), 1917. (OCLC 758626065)
- Einige Gesichtspunkte zur Beurteilung der Urheberschaft am Weltkriege [Quelques points de vue pour juger les causes de la Guerre mondiale], Vienne, Anzengruber (Brüder Suschitzky), 1917. (OCLC 252873869)
- Krieg, Wehrpflicht und Staatsverfassung [La Guerre, le devoir militaire et la constitution nationale], Vienne - Berlin - Leipzig - Munich, Rikola, 1921. (OCLC 458044185)
- Posthume : Über Religion [Sur la religion], publiée à la demande de l’auteur, d’après ses archives, sous la dir. de Margit Ornstein, Vienne et Leipzig, R. Löwit, 1924. (OCLC 4157002) L’ouvrage reprend l’essai Das Erbe Voltaires [L’Héritage de Voltaire], initialement publié sous le pseudonyme ‘Nestor’, dans l’hebdomadaire Die Gegenwart (no 27-32, 1908).
- Posthume : Philosophie des Strafrechts [Philosophie du droit pénal], publiée à la demande de l’auteur, d’après ses archives, sous la dir. de Margit Ornstein, avec un avant-propos de Julius Ofner, Vienne et Leipzig, R. Löwit, 1924. (OCLC 34925860)
- Posthume : Gespräche [Conversations], sous la dir. de Margit Ornstein et Heinrich Löwy, avec un avant-propos de Julius Ofner, Vienne et Leipzig, R. Löwit, 1925. (OCLC 16829041)

### Articles et autres contributions (en allemand)
- [Mathématiques] "Ueber die Auffindung der Schwerpunkte mittelst Zirkel und Lineal" ["Sur la façon de trouver le centre de gravité au moyen du compas et de la règle"], dans Zeitschrift des Österreichischen Ingenieur- und Architektenvereins, Vienne, 1860.
- [Mathématiques] "Beiträge zu Weddle’s Methode der Auflösung numerischer Gleichungen" ["Contribution à la méthode de Weddel en matière de résolution des équations numériques"], dans Sitzungsberichte der Königliche böhmische Gesellschaft der Wissenschaften, Prague, 1861.
- [Physique] "Ueber die Benutzung der Naturkräfte" ["Sur l’utilisation des forces de la nature"] (contient la première proposition de transmission d’énergie électrique), Vienne, Kaiserlichen Akademie der Wissenschaften, enregistré le 6 novembre 1862 ; première publication dans Sitzungsberichte der Kaiserlichen Akademie der Wissenschaften, Vienne, 1882.
- [Mathématiques] "Theorie der Convergenz unendlicher Reihen und bestimmter Integrale, die keine periodischen Functionen enthalten" ["Théorie de la convergence des suites infinies et des intégrales déterminées ne contenant aucune fonction périodique"], dans Sitzungsberichte der Kaiserlichen Akademie der Wissenschaften, Vienne, 1865.
- "Die Darwin’sche Theorie und ihre Stellung zu Moral und Religion" ["La Théorie darwinienne et son positionnement face à la morale et la religion"], dans Die Presse, Vienne, 7 juillet 1869. Recension de l’ouvrage éponyme de R. G. Jäger.
- "Christliche Zeitrechnung" ["L’Ère chrétienne"], dans Die Presse, Vienne, 29 janvier 1870.
- [Physique] "Ueber die Quelle und den Betrag der durch Luftballons geleisteten Arbeit" ["Sur les source et quantité de travail fournies par un ballon aérien"], dans Sitzungsberichte der Kaiserlichen Akademie der Wissenschaften, Vienne, 1875.
- [Physique] "Über J. R. Mayers "Mechanik der Wärme" (2. Aufl.)" ["Sur la "Mécanique de la chaleur" de J. R. Mayer (2e éd.)"], dans von HELLWALD F. (dir.), Das Ausland, Stuttgart, 1876 (no 35). Réimprimé dans : POPPER-LYNKEUS Josef, Selbstbiographie, Leipzig, Unesma, 1917, p. 107 et suiv.
- "Die sittliche Weltordnung" ["L’Ordre moral du monde"], dans Deutsche Zeitung, Vienne, 22 décembre 1877. Recension de l’ouvrage éponyme de Moritz Carrière (1877).
- [Mécanique] "Zur näheren Kenntniss der Kessel-Einlagen" ["Pour en savoir plus sur le dépôt calcaire"], dans DINGLER Emil Maximilian (Dir.), Polytechnisches Journal, Augsbourg, Cotta, 1878.
- [Aéronautique] "Über die gegenwärtigen Kriegsvorbereitungen im Gebiete der Luftschiffahrt" ["Les actuels préparatifs de guerre dans le domaine des dirigeables"], dans Neue Freie Presse, Vienne, les 6, 13 et 30 septembre, 7 octobre 1879.
- [Aéronautique] "Über eine Flugmaschine von Edison und das Programm aeronautischer Versuche im Allgemeine" ["Sur une machine volante d’Edison et sur le programme de recherches aéronautiques en général"], dans Neue Freie Presse, Vienne, juillet 1880 (no 5716) et août 1880 (no 5723).
- "Charles Bradlaugh", dans Neue Freie Presse, Vienne, les 5, 7 et 8 octobre 1880.
- "China" ["La Chine"], dans Neue Freie Presse, Vienne, le 26 août 1881.
- [Mécanique] "Über Kondensatoren und Kühlapparate mittels bewegter Luft" ["Sur les condensateurs et appareils de refroidissement utilisant de l’air en mouvement"], dans Zeitschrift des Österreichischen Ingenieur- und Architektenvereins, 39e année, Vienne, 1887, p. 103 et suiv.
- [Électrotechnique] "Ueber eine neue Construction einen Daniell-Normalelements und die Herstellung von Spannungsetalons" ["Sur une nouvelle construction de pile de Daniell et l’établissement d’un étalon de tension"], dans Zeitschrift für Elektrotechnik - Organ des Elektrotechnischen Vereines in Wien, Vienne, 1887.
- [Aéronautique] "Über die Fortschritte und Aussichthen im Gebiete der Luftschiffahrt" ["Sur les progrès et perspectives dans le domaine de l’aéronautique"], dans Zeitschrift für Luftschiffahrt und Physik der Atmosphäre, Berlin, 1888 (no 1 à 12).
- "Über die ästhetische und kulturelle Bedeutung der technischen Fortschritte", dans Zeitschrift des Österreichischen Ingenieur- und Architekten-Vereins, 40e année, Vienne, 1888, p. 73-92. (Conférence du 7 janvier 1888), et "Bemerkungen zur Entgegnung des Herrn Dr. Ermenyi", Op. cit., p. 136 et suiv.
- [Mécanique] "Ueber Versuchsresultate und Betrachtungen betreffs Dampfkondensation mittelst bewegter Luft" ["Sur les résultats de recherche et considérations relatifs à la condensation de la vapeur au moyen d’air en mouvement"], dans Wochenschrift des Oesterreichischen Ingenieur- und Architekten-Vereins, Vienne, 1888.
- [Électrotechnique] "Ueber einen Wechselstromapparat an Stelle der Induktorien für Messzwecke" ["Sur l’utilisation d’un appareil à courant alternatif au lieu de bobines d’induction pour les mesures"], dans Zeitschrift für Elektrotechnik - Organ des Elektrotechnischen Vereines in Wien, Vienne, 1888.
- [Électrotechnique] "Ueber die Messung nicht-induktionsfreier Widerstände mittelst des Telephons" ["Sur la mesure des résistances non libres-d’induction au moyen du téléphone"], dans Zeitschrift für Elektrotechnik - Organ des Elektrotechnischen Vereines in Wien, Vienne, 1888.
- [Électrotechnique] "Ueber einen Compensator mit Flüssigkeits-Rheostaten und Telephon für Volts-Messung" ["Sur un compensateur avec un rhéostat liquide et un téléphone pour la mesure voltmétrique"], dans Zeitschrift für Elektrotechnik - Organ des Elektrotechnischen Vereines in Wien, Vienne, 1888.
- [Électrotechnique] "Ueber eine Anwendung gewisser Constructionen von galvanischen Elementen bei Messinstrumenten" ["Sur une utilisation de certaines constructions en éléments galvanisés pour les instruments de mesure"], dans Zeitschrift für Elektrotechnik - Organ des Elektrotechnischen Vereines in Wien, Vienne, 1889.
- [Électrotechnique] "Ueber Edison’s pyromagnetische Maschine" ["Sur la machine pyromagnétique d’Edison"], dans Zeitschrift für Elektrotechnik - Organ des Elektrotechnischen Vereines in Wien, Vienne, 1889.
- [Électrotechnique] "Elektricitätserzeugung durch Wasserkräfte auf direktem Wege, d. h. ohne Anwendung hydraulischer Motoren" ["Génération d’électricité par utilisation directe de la force hydraulique, i. e. sans utilisation de moteurs hydrauliques"], dans Zeitschrift für Elektrotechnik - Organ des Elektrotechnischen Vereines in Wien, Vienne, 1889.
- [Physique] "Ueber die Vorausberechnung der Verbrennungs- oder Bildungswärme für Knallgas und andere Gasgemenge" ["Sur le calcul prédictif de la combustion ou de la formation de chaleur de l’oxyhydrogène et autres mélanges gazeux"], dans Sitzungsberichte der Kaiserlichen Akademie der Wissenschaften, Vienne, 1889.
- [Mécanique] "Bericht über den Popper’schen Luftkondensator in dem Etablissement der H.H. Siemens & Halkse in Wien" ["Rapport sur le condensateur à air de Popper dans l’établissement H. H. Siemens & Halske, à Vienne"], dans Wochenschrift des Österreichischen Ingenieur- und Architekten-Vereins, 14e année, Vienne, 1890, p. 218 et suiv.
- [Mécanique] "Ueber einen Luftkondensator im Allgemeinen und insbesondere den bei der 300 pferdigen Fördermaschine auf dem Prokopschacht in Przibram aufgestellten Luftkondensator" ["Sur le condensateur à air en général, et sur le condensateur à air installé sur la machine d’exctraction de 300 chevaux du puits de la mine Prokop de Příbram en particulier"], dans Österreichische Zeitschrift für Berg- und Hüttenwesen, Vienne, 1891.
- [Mécanique] "Das selbstventilirende Gradirwerk" ["La Tour de graduation auto-ventilée"], dans Zeitschrift des Oesterreichischen Ingenieur- und Architekten-Vereins, Vienne, 1892.
- [Mécanique] "Formel für den Einfluss verschieden guter Luftleerer auf den Dampfverbrauch" ["Formule de l’influence des différents vides d’air sur l’utilisation de la vapeur"], dans Zeitschrift des Oesterreichischen Ingenieur- und Architekten-Vereins, Vienne, 1893.
- [Aéronautique] "Flugtechnische Studien: I. Ueber einige flugtechnische Grundfragen" ["Études technico-aéronautiques : I. Sur quelques questions technico-aéronautiques fondamentales"], dans Zeitschrift für Luftschiffahrt und Physik der Atmosphäre, Berlin, 1896 (no 8/9).
- [Aéronautique] "Flugtechnische Studien: II. Ueber Sinkveränderung" ["Études technico-aéronautiques : II. Sur le changement en descente"], dans Zeitschrift des Österreichischen Ingenieur- und Architekten-Vereines, Vienne, 1899 (no 4/5).
- [Aéronautique] "Zur Beurtheilung der v. Lössl’schen Sinkformel" ["Sur l’évaluation de la formule de descente de Friedrich v. Lössl"], dans Zeitschrift des Österreichischen Ingenieur- und Architekten-Vereines, Vienne, 1899 (no 18).
- (von FRIEDHEIM Hugo), "Grundbedingungen der gesellschaftlichen Wohlfahrt" ["Les Conditions de base de la protection sociale"], dans Neues Wiener Tagblatt, Vienne, 10 mars 1902. Recension de l’ouvrage éponyme de Samuel Revay (1902).
- [Mécanique] "Historisches über Wasserumlaufapparate im Dampfkesseln" ["Historique des dispositifs à circulation hydraulique dans les chaudières à vapeur"], dans Zeitschrift des Oesterreichischen Ingenieur- und Architekten-Vereins, Vienne, 1903.
- "Einige Gedanken über Kant, Goethe und Richard Wagner, in Anknüpfung an die Besprechung eines neuen Buches von W. Bölsche (= Von Sonnen und Sonnenstäubchen, 1903)" ["Quelques pensées à propos de Kant, Goethe et Richard Wagner, en lien avec la recension d’un nouvel ouvrage de W. Bölsche (i. e. Soleils et poussières de soleil, 1903)"], dans Neue Freie Presse, Vienne, les 23, 30 juillet, les 6, 13, 20 août, les 3, 10, 17 septembre, le 8 octobre 1903.
- "Erklärung gegenüber einem Artikel des Herrn Dr. Alexander Lang, Dipl. Ingenieur (Frankfurt a.M.), den dieser in Nr. 112 vom 17. Mai 1904 in der Beilage zur "Allgemeinen Zeitung" unter dem Titel: "Das Maschinenproblem" veröffentlichte" ["Remarque à propos d’un article du Dr. Alexander Lang, ingénieur diplômé (Francfort-sur-le-Main), paru dans le supplément de l’Allgemeine Zeitung (no 112, 17 mai 1904) sous le titre "Le Problème des machines""], dans Zeitschrift des Österreichischen Ingenieur- und Architekten-Vereines, 56e année, Vienne, 1904, p. 595 et suiv. (no 43).
- "Lenkbare Ballons" ["Ballons dirigeables"], dans Die Wage, 7e année, Vienne, 26 novembre 1904, p. 1104 et suiv. Recension de l’ouvrage éponyme de Hermann Hörnes (1902).
- "Über den Zusammenhang zwischen Genie und Körpergröße" ["Sur la relation entre le génie et taille physique"], dans Politisch-anthropologische Revue, 6e année, Leipzig, 1907, p. 1 et suiv.
- Flugblatt, betreffend das „höchst unziemliche Benehmen“, nämlich Beleidigungen meiner Person, des Wiener Universitäts-Professors Philipp August Becker (in einer Besprechung meines Voltaires-Buches [Tract, à propos de "l’attitude extrêmement déplacée", à savoir des insultes contre ma personne, du professeur des universités viennois Philipp August Becker (lors d’une discussion à propos de mon livre sur Voltaire)], Vienne, 1907.
- "Ausführliche Entgegnung und Berichtigung, betreffend eine Besprechung (und Erwiderung) meines Voltaire-Buches durch den emer. Gymnasialprofessor Josef Frank in Wien, die persönlich beleidigend und voll von Entstellungen, besonders in der Art des Zitierens sind" ["Réponse détaillée et correction au sujet d’une discussion (et réfutation) de mon livre sur Voltaire, par le professeur émérite de lycée, Josef Frank, à Vienne, à la fois personnellement offensante et pleine de distorsions dans la manière de citer"], dans Zeitschrift für die österreichischen Gymnasien, 58e année, Vienne, 1907, p. 377 et suiv., et « Erratum », Op. cit., p. 575 et suiv.
- "Über ein neues Problem der Regeneration und Züchtung" ["Sur un nouveau problème de régénération et d’hybridation"], dans BIRK A. (dir.), Rundschau für Technik und Wirtschaft, 1re année, Prague, 1908, p. 42 et suiv., p. 82 et suiv., p. 140 et suiv.
- "An Herrn Professor Dr. Alfred Klaar in Berlin" ["En l’honneur du professeur Dr. Alfred Klaar, à Berlin"], dans Freundesgrüße an Alfred Klaar, Zum 60. Geburtstage; 7. November 1908, Stuttgart – Berlin, 1908, p. 26 et suiv.
- "Eine Beurteilung Leo Tolstois" ["Un jugement de Leo Tolstoï"], dans Die Zeit, Vienne, 8 septembre 1908.
- (NESTOR) "Das Erbe Voltaires" ["L’Héritage de Voltaire"], dans Die Gegenwart, Berlin, 1908, no 27 et suiv.
- "Neuere Voltaire-Literatur" ["La nouvelle littérature sur Voltaire"], dans Neue Freie Presse, Vienne, 20 décembre 1908.
- [Aéronautique] "Über das Sinusproblem und das Verhältnis der Flugarbeitsgrößen bei ebenen und gewölbten Flächen" ["Sur le problème des sinusoïdes et la relation entre la quantité d’energie aéronautique pour des surfaces planes et courbes"], dans Flug- und Motor-Technik, Vienne, 1910 (no 9/10).
- Mot d’introduction pour l’ouvrage Sterben [Mourir], journal de la bataille de Waterloo, de Lady de Lancey, traduit de l’anglais à l’allemand et publié par Paul Tausig, 1910.
- "Neueste deutsche Voltaire-Literatur" ["La plus récente littérature allemande sur Voltaire"], dans Neue Freie Presse, Vienne, 7 mai 1911.
- "Adolf Gelber", dans Wir leben, année 1911, Neulengbach, 1911 (no 2, p. 6 et suiv.).
- "Besprechung des Werkes "Buch des Fluges" von Hermann Hörnes" ["Recension de l’ouvrage Carnet de vol de Hermann Hörnes"], dans Zeitschrift des österreichischen Ingenieur- und Architekten-Vereines, 64e année, Vienne, 1912, p. 444 et suiv.
- "Über den eben verstorbenen Wiener Dichter Viktor Stern" ["Sur l’écrivain viennois récemment décédé, Viktor Stern"], dans Neue Freie Presse, Vienne, 16 février 1913.
- "Die politische Gleichberechtigung der Frauen und ihre wahrscheinlichen Folgen" ["L’Égalité politique des femmes et ses conséquences vraisemblables"], dans Neues Frauenleben, 15e année, Vienne, 1913 (no 6, p. 154 et suiv.).
- "Zuschrift zu E. Pernerstorfers Artikel "Ein neuer Utopist"" ["Lettre de réponse à l’article "Un nouvel utopiste" de E. Pernerstorfer"], dans Der Kampf, tome 7, Vienne, 1913-1914, p. 141 et suiv.
- "Einiges über moderne Utopien" ["Quelques propos sur les utopies modernes"], dans GRÜNBERG Carl (dir.), Archiv für die Geschichte des Sozialismus und der Arbeiterbewegung, tome VI, Leipzig, 1915, p. 309 et suiv.
- "Ibn Roschd", dans Festschrift für Wilhelm Jerusalem zu seinem 60. Geburtstag von Freunden, Verehrern und Schülern, Vienne et Leipzig, 1915, p. 243.
- "Julius Ofner", dans Festschrift für Julius Ofner - Zum 70. Geburtstag, Vienne, 1915, p. 25 et suiv.
- "Eine Entgegnung" ["Une réponse"], dans Danzer’s Armee-Zeitung, Vienne, 16 mars 1916.
- "Ernst Mach", dans Vossische Zeitung, Berlin, 26 mars et 1er avril 1916.
- "Die Schuld am Weltkrieg - Die Debatten über die Schiedsgerichtsfrage" ["La responsabilité de la Guerre mondiale - Débats à propos de la question d’un tribunal arbitral"], dans Neues Wiener Tagblatt, Vienne, 16 octobre 1917.
- "Zeppelin", dans Die Wage, 20e année, Vienne, 1917 (no 11/13, 24 mars 1917) p. 141 et suiv.
- "Bemerkungen zu dem Aufsatz "Nährpflicht und individuelle Freiheit" von Julius Wilhelm" ["Remarques sur l’essai Le Devoir alimentaire et la liberté individuelle de Julius Wilhelm"], dans Neue Erde, 1re année, Vienne, 1919, p. 445 et suiv.
- "Eine Auseinandersetzung mit dem Sozialismus und den Sozialisten" ["Débat avec le socialisme et les socialistes"], dans Das Ziel, Vienne, 1920 (No 5/6, avril 1920 ; également sous forme de tract).
- "Ein Sabbat des Baal-Schem" ["Un shabbat de Baal Shem"], dans Wiener Morgenzeitung, Vienne, 29 août 1920.
- "Über die Möglichkeit von Gesetzen oder Regeln in der Ästhetik" ["Sur la possibilité de lois ou règles en esthétique"], dans Neue Freie Presse, Vienne, 27 mars 1921.
- "Zur Frage der Bewertung menschlicher Individuen gegenüber Kunst, Wissenschaft und Kulturfortschritt überhaupt" ["Sur la question de l’évaluation des individus humains par rapport à l’art, la science et le progrès culturel en général"], dans Die Bereitschaft, 1re année, Vienne, 1921, no 1 (p. 4 et suiv.) et no 2 (p. 2 et suiv.).
- "Über das Malthus-Problem, Brief Poppers an Fritz Wittels" ["Sur le problème de Malthus : lettre de Popper à Fritz Wittels"], dans Zeitschrift (des Vereins) "Allgemeine Nährpflicht", Vienne, mai 1921 (no 12), p. 2.
- Posthume : "Geister und Geisterseher" ["Esprit et voyant"], dans Neue Freie Presse, Vienne, 13 septembre 1925.
- Posthume : "Ungedruckte Briefe von Josef Popper-Lynkeus" ["Lettres inédites de Josef Popper-Lynkeus"], dans Neue Freie Presse, Vienne, 21 décembre 1926.
- Posthume : "Über die Grundbegriffe der Philosophie und die Gewißheit unserer Erkenntnisse" ["Sur les concepts fondamentaux en philosophie et la certitude de nos connaissances"], dans CARNAP Rudolf, REICHENBACH Hans (dir.), Erkenntnis, tome III (Annalen der Philosophie, tome XI), Leipzig, 1933, p. 301 et suiv. (et LÖWY Heinrich, "Commentar", p. 324 et suiv.).
- Posthume : "Aus dem Nachlaß Popper-Lynkeus’" ["Inédits de Popper-Lynkeus"], (rassemblé par J. Fraenkel), dans Die Neue Welt, 23 janvier 1934.
- Posthume : "Dankbrief Josef Poppers an Anna Kranner" ["Lettre de remerciement de Josef Popper à Anna Kranner"], dans Der Tag, Vienne, 29 janvier 1936.

### Traductions françaises
- Fantaisies d'un réaliste, trad. Cornélius Heim, préface de Jean Starobinski, Gallimard, Collection Connaissance de l'Inconscient, Série Curiosités freudiennes, Paris, 1987. (ISBN 2-07-070881-0)
- Le Droit de vivre et le devoir de mourir. Considérations socio-philosophiques. En lien avec l'importance de Voltaire pour l'époque actuelle (1878), trad. Adeline A. Gasnier (d'après la 3e édition de 1903), Paris, AAG Traduction, 2020, 179 pages. (ISBN 978-2-9565672-0-2)
- Les Progrès techniques, selon leur signification esthétique et culturelle. Suivi de “Réfutation de l’étude de Monsieur Josef Popper : “Sur la signification esthétique et culturelle des progrès techniques.”” Par le Dr. Erményi. Et des “Remarques sur la réfutation du Dr. Erményi”, de Josef Popper-Lynkeus (1888), trad. Adeline A. Gasnier, Paris, AAG Traduction, 2021, 116 pages. (ISBN 978-2-9565672-1-9)
- Le Devoir alimentaire général comme solution de la question sociale. Étudié dans le détail et calculé statistiquement (1912), trad. Adeline A. Gasnier, Paris, AAG Traduction, 2023, 702 pages. (ISBN 978-2-9565672-2-6)